# Volker Angres
Volker Angres (* 1956 in Hannover) ist ein deutscher Journalist.

## Leben
Angres nahm nach einer Banklehre ein Studium der Publizistik, Politikwissenschaft und Pädagogik an der Johannes-Gutenberg-Universität Mainz auf, das er als Magister artium abschloss. Danach arbeitete er zunächst als Redakteur und Moderator verschiedener Sendungen der ARD. Er hat in verschiedenen Positionen bei der ARD und dem ZDF besonders Wirtschafts- und Umweltsendungen begleitet. 1990 wechselte er zum ZDF und war dort Leiter der Redaktion Umwelt. Innerhalb dieser war er ab 2001 für die Reihe ZDF.umwelt sowie ab 2011 für planet e. verantwortlich und moderierte diese Sendungen zuweilen auch. Im Mai 2022 wechselte er in den Ruhestand.
Seit 1. April 2012 ist Angres Mitglied im Verwaltungsrat der Stiftung Warentest. Er ist Co-Autor mehrerer Sachbücher.

## Kontroversen
Einem Bericht der taz zufolge hat Angres sich im Februar 2007 aus der ZDF-Umweltredaktion heraus und in seiner Redakteursfunktion in der Debatte um die Errichtung eines Kohlekraftwerkes in der Ingelheimer Aue offen auf die Seite der Mainzer CDU geschlagen und die Partei mit Informationen unterstützt, mit denen er sich unter Klimaaspekten sowohl für eine Laufzeitverlängerung für Kernkraftwerke als auch für den Ausbau regenerativer Energien ausspricht. Die Verquickung seiner privaten Meinung „als Mainzer Bürger“ (Angres) mit seiner öffentlich-rechtlichen Stellung hat in der ihn beschäftigenden Sendeanstalt zu erheblicher Verstimmung geführt.
Anlässlich der Veröffentlichung des Sechsten Sachstandsberichtes des IPCC wiederholte Angres im August 2021 in verschiedenen heute-Sendungen des ZDF die Behauptung, der Weltklimarat fordere den Bau neuer Kohlekraftwerke in Südafrika und Indien, um weniger effiziente Kohlekraftwerke zu ersetzen. Unter anderem sagte er in einer ZDF-Nachrichtensendung zum Bericht wörtlich: „Man nehme ein modernes, deutsches Kohlekraftwerk, baue es in Indien oder in Afrika. In Südafrika könnte man locker drei bis vier alte Kraftwerke dort stilllegen, die deutschen sind so gut, mit guten Wirkungsgraden. Das würde Klimaschutz großskalig voranbringen. Und genau das fordert der Weltklimarat.“ Tatsächlich ist in dem Bericht keine derartige Forderung zum Bau neuer Kohlekraftwerke enthalten. Das Sekretariat der IPCC-Arbeitsgruppe I, die den Bericht verfasst hatte, erklärte, es gebe in diesem Bericht keine Grundlage für die von Angres getätigte Aussage. Angres’ Fokus bei der Berichterstattung zum neuen IPCC-Bericht auf die angebliche Forderung nach dem Bau neuer Kohlekraftwerke wurde vielfach kritisiert. So kommentierte etwa die Klimaschutzorganisation Parents for Future: „Bei ZDF heute schwadroniert ZDF-‚Umweltexperte‘ Volker Angres davon, ‚modernste Kohlekraftwerke‘ nach Indien und Afrika zu liefern.“ Telepolis bezeichnete es als „[unfassbar], was die Umweltredaktion des ZDF aus dem [IPCC-]Bericht macht“. Wegen der Berichterstattung Angres’ gingen in der Folge zahlreiche Programmbeschwerden beim ZDF ein. Daraufhin erklärte ZDF-Intendant Thomas Bellut, er könne „einen Verstoß gegen den Grundsatz der wahrheitsgetreuen Berichterstattung … nicht erkennen“. Auf eine Presseanfrage zu dieser Prüfung erklärte die ZDF-Pressestelle Ende September 2021, es handele sich um ein „Missverständnis“. Angres Satz „Und genau das fordert der Weltklimarat“ habe sich nicht auf den Neubau von Kohlekraftwerken bezogen, sondern auf das Voranbringen des Klimaschutzes.

## Auszeichnungen (Auswahl)
- 1994 Lina-Hähnle-Medaille des Naturschutzbundes Deutschland
- 1995 Umweltpreis der Stiftung Arbeit und Umwelt der IG Chemie-Papier-Keramik
- 1999 Deutscher Solarpreis für das Gesamtwerk der ZDF-Umweltredaktion
- 1999 Deutscher Wirtschaftsfilmpreis (2. Platz) für die ARTE-Produktion „Staatsmacht und Energie“
- 2000 Euronatur-Umweltpreis
- 2002 Hugo-Conwentz-Medaille des Berufsverbandes Beruflicher Naturschutz e. V.
- 2004 DUH-Umwelt-Medienpreis in der Kategorie Film und Fernsehen
- 2006 Auszeichnung des Bundesumweltministers für engagierte Berichterstattung zum Klimaschutz

## Veröffentlichungen
- Bananen für Brüssel – von Lobbyisten, Geldvernichtern und Subventionsbetrügern (zusammen mit Claus Peter Hutter und Lutz Ribbe) 1999; ISBN 3-426-77497-6.
- Futter fürs Volk – Was uns die Nahrungsmittelindustrie auftischt (zusammen mit Claus-Peter Hutter und Lutz Ribbe) 2001; ISBN 3-426-27203-2.
- mit Claus Peter Hutter: So wird das nichts! Politik zwischen Klimakollaps, Heizungshektik und Naturverwüstung. München 2024, ISBN 978-3-453-28172-1.